# セイ
株式会社セイは、大阪府大阪市に本社を置く芸能事務所である。「セイ・タレントプロダクション」とも表記される。
主に関西圏で活躍するパーソナリティやディスクジョッキー、レポーターを多く擁している。現在、関西で活躍するラジオ出演者にはこの事務所に所属している者が多く見受けられる。

## 主な所属タレント
- 片山光男（代表取締役社長兼務）
- 河本俊美
- 庄司悟
- 大塚由美
- 川本えこ
- 慶元まさ美
- 西川大介
- 生田嘉宏
- 下埜正太
- 河合康行
- 吉川朋江
- 林智美
- 久保亜希子
- みゆき
- 福留尚樹
- 前田彩名
- 辻野ヒロシ
- SoCo
- 寺田有希

### 業務提携タレント
- 久保田コージ
- 西田新
- ターザン山下
- 中野耕史
- 村田好夫
- 関根友実

## 公式サイト
- 公式ウェブサイト